# 이본 드 리뉴
이본 드 리뉴(프랑스어: Yvonne de Ligne, 1907년 9월 19일 - 1952년)는 벨기에의 피겨 스케이팅 선수이다. 그녀는 1929년부터 1936년까지 올림픽, 세계 선수권 대회와 유럽 선수권 대회를 포함한 모든 주요 대회에서 여자 싱글 부문에 참가했다.
결혼 전 성은 회르츠(독일어: Geurts)이며, 스피드 스케이팅 선수 샤를 드 리뉴와 결혼했다. 제2차 세계 대전 동안 안트베르펀에서 살았던 네덜란드 피겨 스케이팅 선수 야코프 하르토흐와 사랑에 빠졌다. 그녀는 남편 살인을 자백했고, 15년형을 선고받았다. 이후 결핵으로 사망한 사실이 6년만에 발표되었다.